# Mélamare
Mélamare – miejscowość i gmina we Francji, w regionie Normandia, w departamencie Sekwana Nadmorska.
Według danych na rok 1990 gminę zamieszkiwały 762 osoby, a gęstość zaludnienia wynosiła 120 osób/km² (wśród 1421 gmin Górnej Normandii Mélamare plasuje się na 314. miejscu pod względem liczby ludności, natomiast pod względem powierzchni na miejscu 581.).